# 클리프 메이프스
클리퍼드 프랭클린 메이프스(영어: Clifford Franklin Mapes, 1922년 3월 13일~1996년 12월 5일)는 미국의 프로 야구 선수로, 포지션은 외야수였다. 1948년부터 1952년까지 다섯 시즌 동안 메이저 리그 베이스볼(MLB)의 뉴욕 양키스, 세인트루이스 브라운스, 디트로이트 타이거스 등지에서 뛰었다. 1949년 월드 시리즈와 1950년 월드 시리즈에서 뉴욕 양키스의 일원으로 월드 시리즈 우승을 경험했다.